# 横浜市立生麦小学校
横浜市立生麦小学校（よこはましりつ なまむぎしょうがっこう）は、神奈川県横浜市鶴見区生麦に所在する公立小学校。

## 沿革
出典
- 1873年（明治6年） - 生麦学舎として開設。
- 1875年（明治8年） - 生麦学校に改称。
- 1887年（明治20年） - 生麦尋常小学校に改称。
- 1894年（明治27年）7月 - 尋常高等生生見尾小学校に改称。
- 1921年（大正10年） - 尋常高等鶴見小学校に改称。
- 1923年（大正12年） - 第1回開校記念式典を挙行（木造校舎）。
- 1924年（大正13年）  - 生麦国民学校に改称。
- 1927年（昭和2年）4月 - 横浜市立生麦尋常高等小学校に改称。
- 1931年（昭和6年）9月 - 生麦教育会を生麦尋常小学校教育後援会と名称変更。
- 1941年（昭和16年）4月 - 国民学校令により、横浜市立生麦国民学校に改称。
- 1942年（昭和17年）4月 - 岸谷国民学校分立。
- 1945年（昭和20年）9月 - 横浜大空襲により校舎焼失した大口通の日大四中・日大四商（日本大学第四普通部）が生麦国民学校の校舎を半分借用し授業再開[2]。
- 1947年（昭和22年）4月 - 学制改革により、横浜市立生麦小学校に改称。
- 1947年（昭和22年）11月- 生麦小学校の校舎を半分借用し授業再開していた日大四中・日大四商（日本大学第四普通部）が港北区箕輪町に移転。
- 1948年（昭和23年）
  - 1月 - 給食開始に伴い給食調理場を設置。
  - 2月 - PTA組織発足。
- 1964年（昭和39年） - 創立40周年記念式典開催。
- 1974年（昭和49年） - 創立50周年記念式典開催。
- 1975年（昭和50年） - 昭和50周年記念碑除幕式。
- 1977年（昭和52年）3月 - 新体育館完成。
- 1983年（昭和58年）1月 - 学校南側フェンス改修工事完工。
- 1994年（平成6年）11月 - 校舎改築の工事竣工。創立70周年の記念式典および祝賀会を開催。
- 2004年（平成16年）6月 - 創立80周年の記念式典開催。
- 2014年（平成26年）7月 - 創立90周年の記念式典開催。
- 2019年（令和元年）9月 - 新校舎トイレ工事完了。
- 2020年（令和2年）
  - 3月 - 地域学校共同本部「生麦まごころ隊」発足。
  - 9月 - 正門工事完了。

## 通学区域
- 横浜市鶴見区[3]
  - 大黒町
  - 大黒ふ頭
  - 鶴見中央五丁目の一部
  - 生麦二丁目、生麦三丁目の一部、生麦四丁目、生麦五丁目

## 進学先中学校
- 横浜市立生麦中学校

## 周辺
- 生麦公園 - 敷地が隣接
- 社会福祉法人尚徳福祉会生麦保育園[4] - 横浜市道を挟んで敷地が隣接。
- 国道15号（第一京浜）
- 東京都道・神奈川県道6号東京大師横浜線
- 横浜生麦郵便局
- セブンイレブン横浜生麦4丁目店
- 横浜市生麦地区センター
- 生麦地域ケアプラザ
- 社会福祉法人みらい・ヨコハマさくら保育園
- 京急電鉄本線生麦駅

## アクセス
- 横浜市営バス「生麦地区センター」バス停下車。
  - 停車系統は、「17」・「18」・「181」の各系統。
- 京急生麦駅から、徒歩約510m・約8分。